# Anahí Tosi
Anahí Florencia Tosi (Romang, Provincia de Santa Fe, República Argentina 10 de julio de 1998), es una jugadora argentina de voleibol que se desempeña en la posición de opuesta. Formó parte del equipo nacional de voleibol femenino de Argentina.
Participó en el Campeonato Mundial Sub-20 de Voleibol Femenino FIVB 2015, el Campeonato Mundial Sub-20 de 2017, el Campeonato Mundial 2018, la Liga de Naciones de FIVB 2018 y también en ese mismo año ganó el torneo metropolitano de voleibol junto a Boca Juniors. Tras una temporada en el Sorelle Ramonda Ipag-Montecchio de la liga A2 italiana, en 2020 llegó a San Lorenzo de Almagro, equipo con el que se consagró campeona de la Liga Femenina de voleibol argentino de 2021. Luego de esta experiencia fue contratada por el Apollon Kalamatas de Grecia. En 2024 se trasladó a Finlandia para disputar la liga con el Puijon Wolley. Luego de consagrarse campeona con el equipo finés, en mayo de 2025 anunció su retorno a Argentina para unirse nuevamente a San Lorenzo.